# Salvestrol
Salvestrol je každá rostlinná látka, která může být enzymem cytochromem P450 1B1 transformována na metabolity vyvolávající apoptózu (programovanou smrt) rakovinových buněk. Cytochrom P 450 1B1 je vysoce aktivní pouze v buňkách zhoubných nádorů. Termín salvestrol vytvořil Gerald Potter, profesor klinické farmakologie na De Montfortově univerzitě v Anglii, kde vedl výzkum protinádorových léčiv.
Cytochrom P450 1B1 (zkráceně CYP 1B1) objevil jako enzym výlučně se vyskytující v rakovinových buňkách Dan Burke, profesor farmakochemie na De Montfortově univerzitě, nejrespektovanější odborník na oblast cytochromu P450. Prokázal, že tento enzym hraje roli v obranyschopnosti těla vůči rakovině, načež enzym dostal přízvisko enzym záchrany.

## Zdroj salvestrolů
Všechny dosud objevené salvestroly spadají do kategorie fytoalexinů, což jsou látky, které si rostliny vytvářejí na svou obranu před napadením patogenními mikroorganismy a hmyzími škůdci. Chemickou podstatou se fytoalexiny, potažmo salvestroly, liší a zpravidla vykazují i další zdraví prospěšné účinky než jen protinádorové.
Obsah salvestrolů v běžně dostupném ovoci a zelenině je tak nízký, že z tohoto přirozeného zdroje nemohou úspěšně plnit svou ochranou a léčebnou roli. Průmyslové pěstování zemědělských plodin je založeno na intenzivním využívání agrochemikálií, které chrání úrodu před chorobami a hmyzem. Rostliny tak ztrácejí schopnost obranné látky samy vytvářet. Proto došlo k založení zpracovatelské kapacity schopné salvestroly izolovat a ve formě doplňků stravy dodávat na trh.